# Festa de Santa Luzia em Salvador
A Festa de Santa Luzia é uma manifestação religiosa católica, tradicional na cidade de Salvador, no estado brasileiro da Bahia. Ocorre anualmente no dia 13 de dezembro, no bairro do Comércio, em homenagem à Santa Luzia.
A festividade é organizada pela Igreja de Nossa Senhora do Pilar e Santa Luzia e celebrada por devotos católicos e povo de santo, ocorrendo o sincretismo entre o candomblé e o catolicismo, onde os praticantes do candomblé homenageiam ao orixá Oxum Opará.

## História
A devoção à Santa Luzia tem origem na Itália, no dia 1 de dezembro de 304, dia da morte de Luzia. A devoção difundiu-se por toda Europa, e veio para o Brasil através dos imigrantes italianos.
No início da década de 1910, as celebrações em devoção à Santa Luzia, em Salvador, eram realizadas em outras localidades, em igrejas que a Santa Luzia não era a padroeira. No final da década de 1910, as celebrações se firmaram na Igreja de Nossa Senhora do Pilar e Santa Luzia. E a partir da década de 1930, a fonte de Santa Luzia ganhou grande importância e passou a fazer parte do ritual, com devotos coletando água para curar as enfermidades.

## Fonte de Santa Luzia

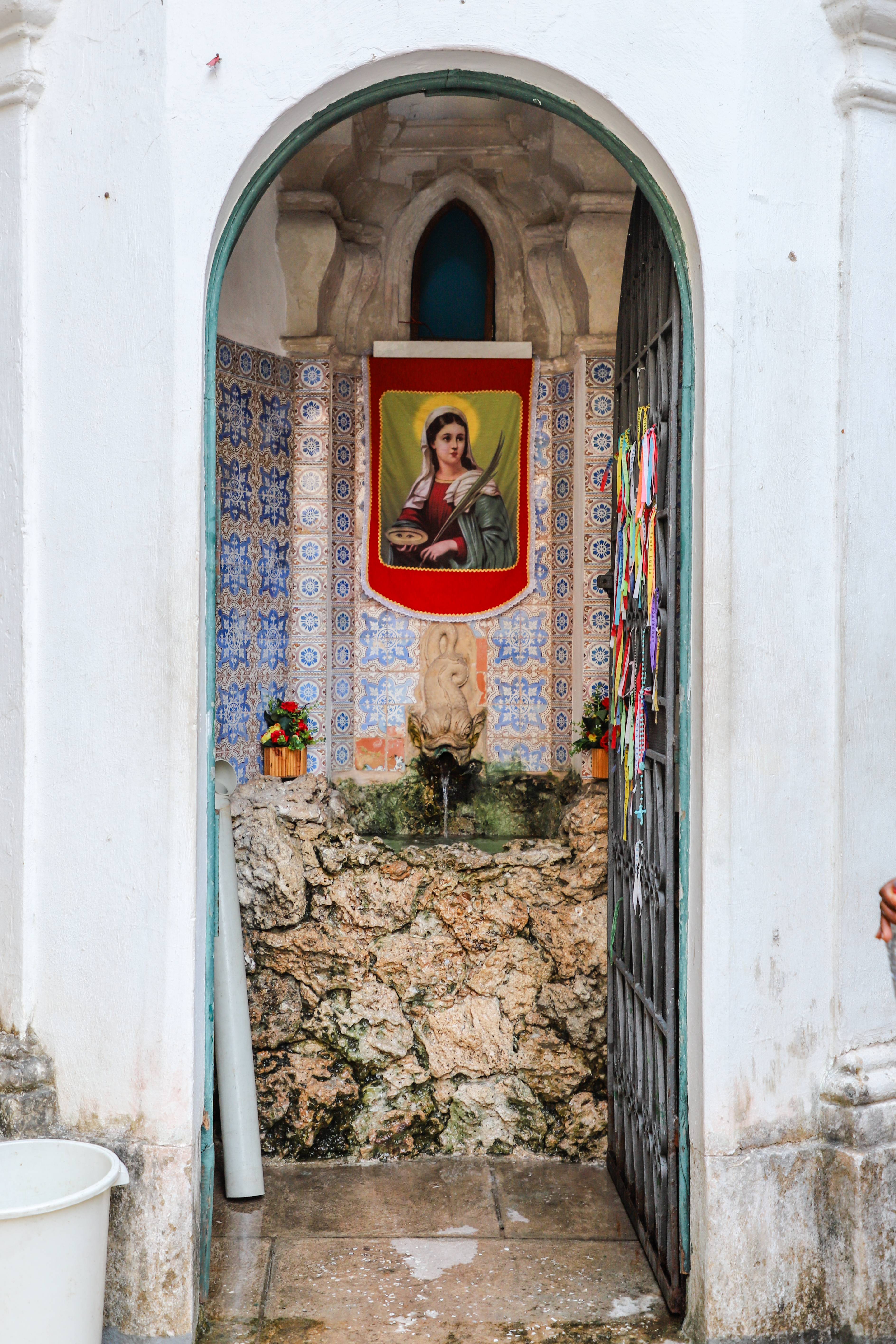
Fonte de Santa Luzia. (Salvador 2018).

Inicialmente, esta fonte natural servia para abastecer as embarcações do porto de Salvador. Com a construção da Igreja de Nossa Senhora do Pilar em 1756 pelos espanhóis, canalizaram a fonte para fazer a contenção da encosta.
No século XIX, houve um incêndio na capela de Santa Luzia, que se localizava na zona portuária de Salvador, e transferiram a imagem da santa para a Igreja de Nossa Senhora do Pilar.
Reza uma lenda que uma pessoa cega se refrescou na fonte, lavando seu rosto nela. Após passar a água da fonte em seu rosto, a pessoa passou a enxergar, mas faleceu uma semana depois, devido a forte emoção.
E até os dias atuais, devotos buscam as águas desta fonte para banhar o rosto e olhos na busca de melhorar os problemas de saúde, principalmente relacionados a visão. A fonte está localizada em uma gruta, na lateral da Igreja de Nossa Senhora do Pilar e Santa Luzia.

## Festividades
Às cinco horas da madrugada, há a Alvorada com fogos de artifício e iniciam-se missas na Igreja de Nossa Senhora do Pilar e Santa Luzia, nos horários das 6 horas da manhã, 8 horas da manhã, 14 horas e 15h30. E há a Missa Solene às dez horas da manhã. Após a Missa Solene, há uma procissão até a Basílica da Conceição da Praia, onde é realizado uma oração e retornam para a Igreja de Nossa Senhora do Pilar e Santa Luzia.